# 拉莎·阿拉维赫
拉莎·阿拉维赫（英語：Rasha Alawieh，1990年—）是一位来自黎巴嫩的肾移植专家，同时担任布朗大学的教授。尽管她持有H-1B签证并且法院已发布暂时禁止其驱逐出境的命令，但在2025年3月她仍然被拒绝再次入境美国并被遣返回黎巴嫩，此事件引发了媒体的广泛关注。

## 教育和职业生涯
阿拉维赫于2015年从贝鲁特美国大学获得医学学位，并于2018年在贝鲁特美国大学医学中心完成住院医师实习。同年她获得了J-1签证进入美国，并在俄亥俄州立大学和华盛顿大学完成了研究员职务。她于2024年6月顺利完成了耶鲁大学沃特伯里内科医学项目，同月美国政府批准了由布朗医学中心支持的阿拉维赫H-1B签证申请。该签证于3月11日在黎巴嫩领事馆签发，有效期至2027年中期。

## 个人生活
阿拉维赫是什叶派穆斯林。

## 2025年拒绝入境
阿拉维赫于2025年2月访问黎巴嫩探望亲属。根据国防部的相关权威人士的说法，她在黎巴嫩期间参加了真主党前领导人哈桑·纳斯鲁拉的葬礼，但并未提供相关证据。根据她在机场重新入境时的访谈记录，这一行为是出于对纳斯鲁拉在什叶派社区中宗教地位的尊重，而非对其政治立场的支持。
阿拉维赫于2025年3月14日乘坐飞机返回美国，降落在波士顿洛根国际机场，随后她在机场被拘留。在同一天，她的表妹亚拉·谢哈卜向有关部门提交了一份申诉，指控海关和边境保护局在阿拉维赫博士前往黎巴嫩探望亲属后，"毫无理由地"将其非法拘留至少36小时，并且不允许其与律师接触。当晚美国地区法官利奥·索罗金发布了一项命令，禁止在未提前48小时通知法院的情况下将阿拉维赫驱逐出马萨诸塞州，并安排于3月17日对其进行听证。阿拉维赫的律师证实，该命令未得到遵守，她于3月16日被送往巴黎，并随后返回黎巴嫩。为谢哈卜工作的律师事务所的一名律师证实，她于3月15日在阿拉维赫的航班起飞前前往机场，并向美国海关与边境保护局的官员出示了该命令的副本，而美国海关与边境保护局在3月17日发布的声明也确认了这一点。索罗金当天上午提交了第二份命令，指出有理由相信美国海关及边境保卫局故意违抗其之前的命令，并指示政府在预定的听证会之前做出回应。
2023年3月17日，国防部相关部门回应称，因其在阿拉维赫手机的已删除项目文件夹中发现了有关纳斯鲁拉、阿里·哈梅内伊及真主党武装分子的“同情照片和视频”，因此被拒绝重新入境。

### 回应
布朗大学建议所有国际社会成员推迟出行，并表示正在等待美国国务院提供进一步的信息。
美国伊斯兰关系委员会于2023年3月16日发布了一份新闻稿，呼吁特朗普政府立即重新接纳阿拉维赫博士。该委员会指出，“在缺乏任何合理依据的情况下驱逐像阿拉维赫博士这样的合法移民，将会破坏法治，并加深公众对我们移民制度的怀疑，认为其正逐渐演变为一个反穆斯林和白人至上主义的机构，试图尽可能多地驱逐和拒绝穆斯林及有色人种。”